# Вооружённые силы Бангладеш
Вооружённые силы Бангладеш (бенг. বাংলাদেশ সশস্ত্র বাহিনী, Bānlādēśa saśastra bāhinī) — военная организация Республики Бангладеш, предназначенная для защиты свободы, независимости и территориальной целостности государства. Состоят из сухопутных войск, военно-морских и военно-воздушных сил.

## История
Вооружённые силы Бангладеш ведут свою историю с 25 марта 1971 года, с момента начала Войны за независимость, когда пакистанские военные попытались вооружённым путём подавить бунт в Восточном Пакистане. 26 марта 1971 года лейтенант Абу Осман, майор Зиаур Рахман и другие бенгальские офицеры организовали сопротивление и противостояли пакистанской армии в Джессоре, Читтагонге и других районах в восточном Пакистане в течение дня. От имени Шейха Муджибура Рахмана, политического лидера страны, была провозглашена независимость Бангладеш. Днём Независимости Бангладеш считается 26 марта.
4 апреля 1971 года под командованием главнокомандующего полковника М. А. Османи началась организация вооружённых сил Бангладеш. Созданы сухопутные войска, ВВС и флот.
В середине 1970-х годов войска Бангладеш подавляли восстание в г. Читтагонг.
В 1990-е годы правительство ФРГ передало 58 бронетранспортёров БТР-70 из наличия расформированной ННА ГДР для обеспечения бронетехникой подразделений бангладешской армии, участвующих в миротворческих операциях ООН за границами страны. Кроме того, в 1994 году в России были куплены 14 бронетранспортёров БТР-80. По результатам их эксплуатации, в 2014 году было подписано соглашение о покупке через «Рособоронэкспорт» дополнительного количества бронемашин типа БТР-80 (бронетранспортёров БТР-80А и БРЭМ на их базе). 
В 2014 - 2023 гг. войска Бангладеш участвовали в военной операции в Мали. В 2021 году США приняли решение предоставить армии Бангладеш по программе военной помощи 50 бронемашин M1224 MaxxPro (в мае 2021 была передана первая партия из 31 броневика, остальные 19 бронемашин были переданы миротворческому контингенту Бангладеш в Мали после завершения ремонта — в июле 2021 года). В феврале 2022 года США передали Бангладеш ещё 15 снятых с вооружения США бронемашин M1224 MaxxPro.

## Общие сведения
Личный состав вооружённых сил по состоянию на 2009 год насчитывал около 250 тысяч военнослужащих, а также 4,7 миллиона резервистов.
Военные расходы этой страны составляют более 5 процентов от ВВП.
Основными поставщиками вооружения и военной техники Бангладеш считаются Китай, Россия, США и Великобритания.
Президент Бангладеш является главнокомандующим вооружёнными силами. Министерство обороны является основной организацией, с помощью которой осуществляется военная политика страны. Для координации военной политики с дипломатией и президентом созданы консультативный совет, комитеты начальников штабов.
Помимо основной задачи обороны, военные оказывают поддержку гражданским властям для ликвидации последствий стихийных бедствий и внутренней безопасности. Военные также занимаются защитой населения при природных катаклизмах и устраняют их последствия.
В Бангладеш есть также военизированные части численностью около 50 000 человек (десятитысячная пограничная охрана, 30-тысячный корпус «Бангладешские стрелки» в подчинении МВД, 5-тысячные силы военизированной полиции, 200 человек береговой охраны).

## Высшие воинские награды всех родов войск
- Bir Sreshtho (Бенгальский: বীরশ্রেষ্ঠ, «Самый доблестный герой») — высшая военная награда Бангладеш. Учреждена в 1971 году. Награждены семь борцов за свободу, умершие во время боевых действий. Награждённые считаются мучениками.
- Bir Uttom (Бенгальский: বীর উত্তম; буквально «Великий доблестный герой») — вторая по значимости награда за храбрость в Бангладеш после Bir Sreshtho («Самый доблестный герой») и высшая награда за храбрость живому человеку. Учреждена в 1973 году. Награды удостоены 69 человек.
- Bir Bikrom (Бенгальский: বীর বিক্রম; «Доблестный герой») — третья по значимости награда в Бангладеш. Учреждена в 1973 году. Награждены 175 бойцов.
- Bir Protik (Бенгальский: বীর প্রতীক, символ храбрости и мужества) — четвёртая по значимости награда в Бангладеш. Учреждена в 1973 году. Награждено в общей сложности 426 человек — все за боевые действия во время освободительной войны Бангладеш в 1971 году.

| Вооружённые силы Бангладеш                                      | Вооружённые силы Бангладеш |
| --------------------------------------------------------------- | --- |
| Виды вооружённых сил:                                           | Сухопутные войска Бангладеш (бенг. Sena Bahini); Военно-морские силы Бангладеш (бенг. Noh Bahini, BN); Военно-воздушные силы Бангладеш (бенг. Biman Bahini, BAF) |
| Призывной возраст и порядок комплектования:                     | Вооружённые силы Бангладеш комплектуются на добровольной основе. Минимальный возраст — 16 лет для Авиации и 17 для Армии и Флота. В случае возникновения чрезвычайной ситуации законом предусматривается также призыв на воинскую службу, но необходимости в этом пока не возникало. |
| Человеческие ресурсы, доступные для воинской службы:            | мужчины в возрасте 16-49: 36.520.491 (оценка 2010 года) |
| Человеческие ресурсы, пригодные для воинской службы:            | мужчины в возрасте 16-49: 30.486.086 женщины в возрасте 16-49: 35.616.093 (оценка 2010 года) |
| Человеческие ресурсы, ежегодно достигающие призывного возраста: | мужчины: 1.606.963 женщины: 1.689.442 (оценка 2010 года) |
| Военные расходы — процент от ВВП:                               | 1.3 % (оценка 2009 года), 113 место в мире |

## Состав вооружённых сил

### Сухопутные войска

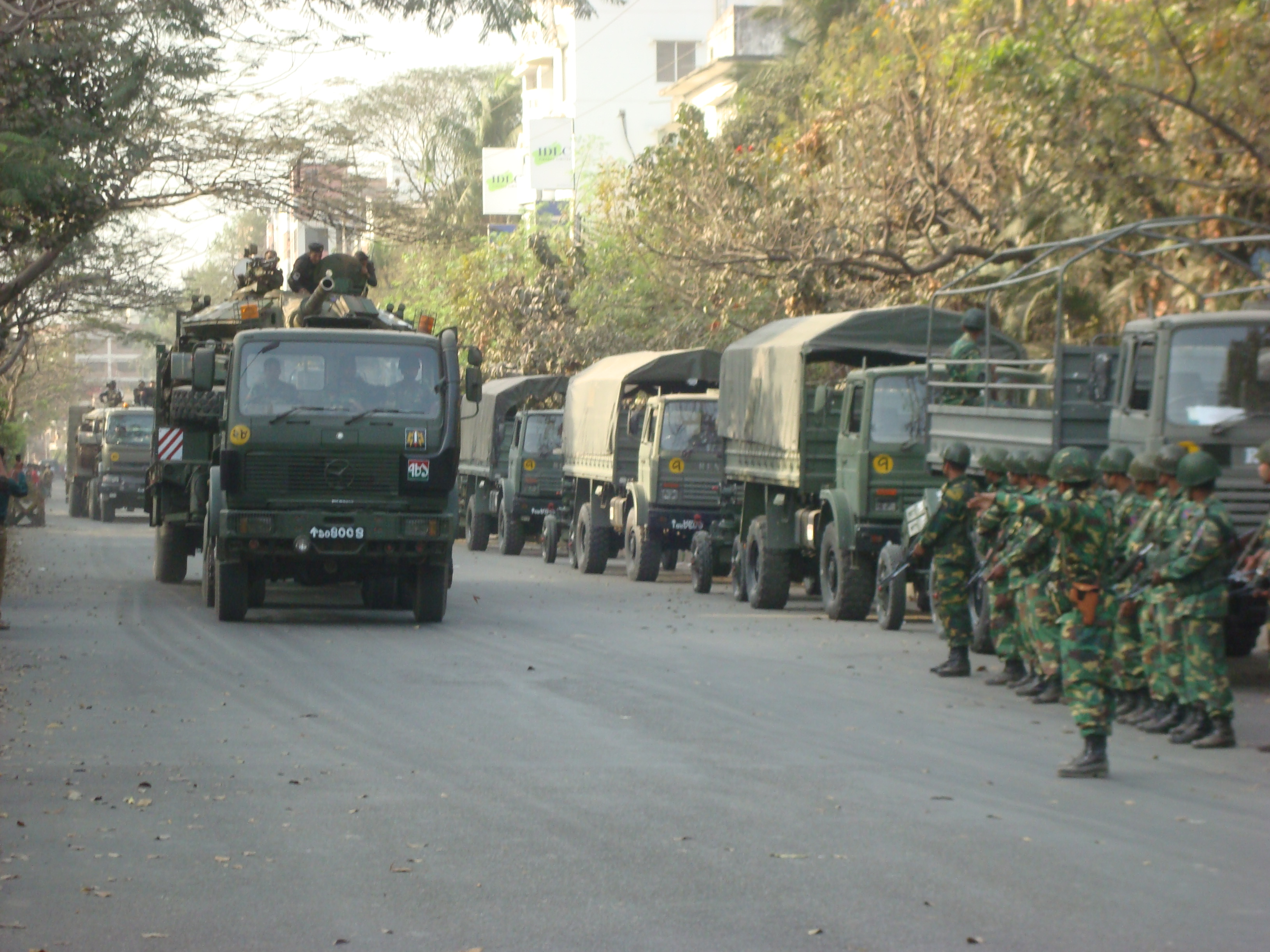
Войска Бангладеш на учениях

Численность личного состава Сухопутных войск — 82 тыс. человек. В боевом составе 5 штабов пехотных дивизий, 14 отдельных пехотных бригад, 8 отдельных полков (2 танковых и 6 артиллерийских), 6 отдельных инженерных батальонов. Основное вооружение составляет 50 танков, 70 орудий полевой артиллерии, противотанковые средства (безоткатные орудия, 57-мм и 76-мм пушки) (1988).
В Бангладеш есть также военизированные части численностью около 50 000 человек (десятитысячная пограничная охрана, 30-тысячный корпус «Бангладешские стрелки» в подчинении МВД, 5-тысячные силы военизированной полиции, 200 человек береговой охраны)

### Военно-морские силы

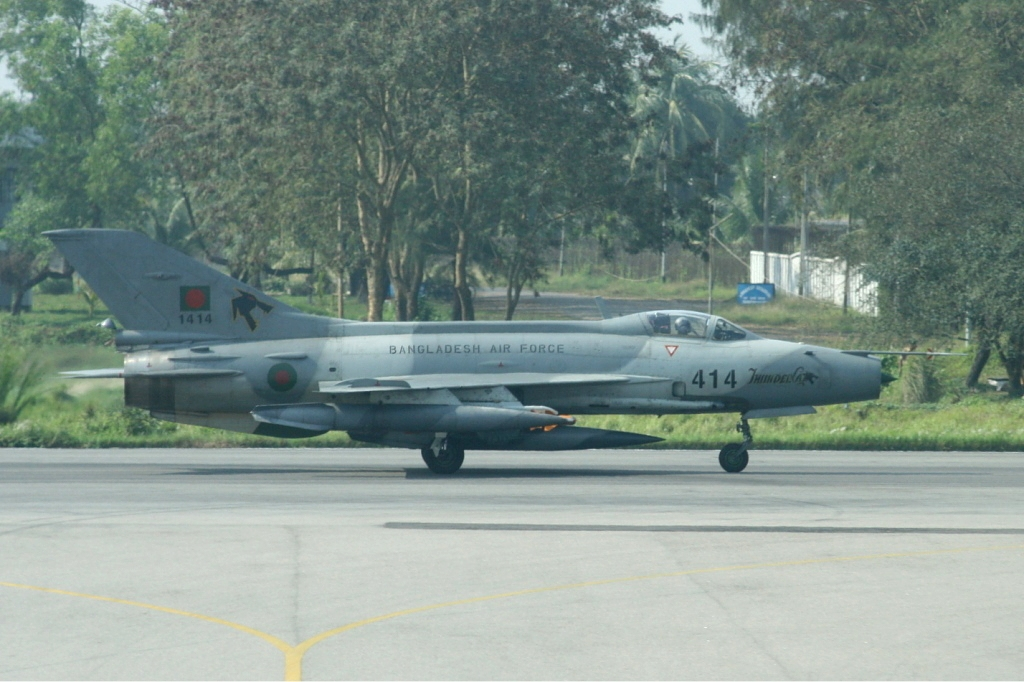
Chengdu F-7

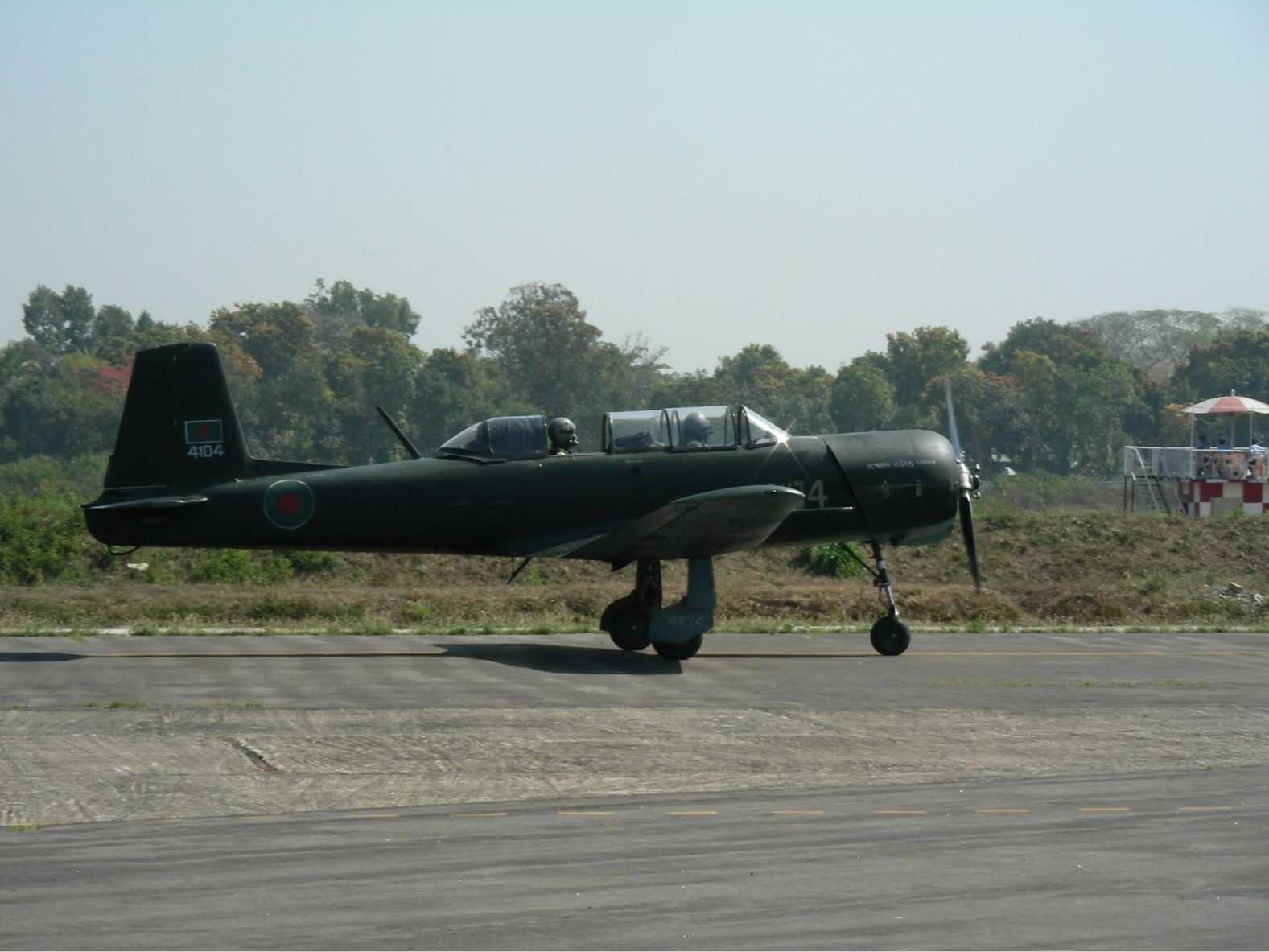
Nanchang CJ-6

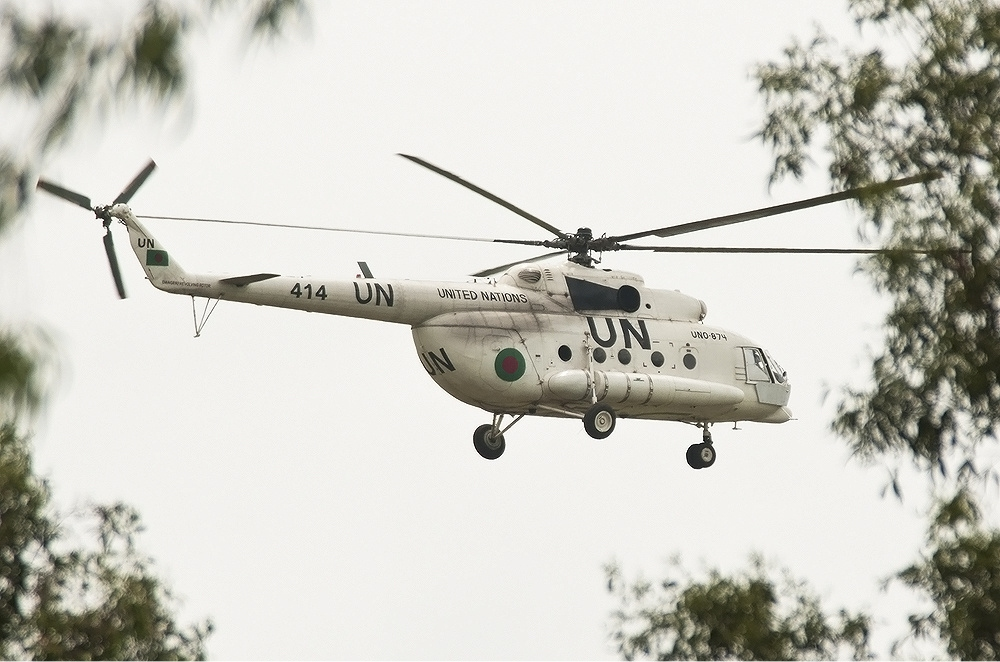
Ми-17

Бангладешский военно-морской флот был создан как часть Бангладешских вооружённых сил во время освободительной войны Бангладеш 1971 года против Пакистана. Первоначально во флоте было два судна PADMA и PALASH и 45 морских пехотинцев.
В дальнейшем для флота были закуплены у Индии патрульные суда, фрегаты, лодки типа 024 из Китая, минные тральщики.
В 2009 году бангладешское правительство приняло долгосрочный план модернизации вооружённых сил. Военно-морскому флоту отводилась в нём стратегическая роль. В соответствии с планом, флот получил гидрографическое судно класса Roebuck Ex-RN, суда с управляемыми ракетами, фрегат, корветы, подводные лодки. Для военно-морского флота создана авиация.

### Военно-воздушные силы
Военно-воздушные силы Народной Республики Бангладеш являются самостоятельным видом национальных вооружённых сил. Они созданы в апреле 1972 года — через год после обретения этим государством независимости от Пакистана.
На 1 января 2002 года в составе военно-воздушных сил Бангладеш насчитывалось около 8 000 военнослужащих (примерно 5 % общей численности ВС), в том числе более 400 офицеров (из них 175 — лётчики). На вооружении ВВС находилось 60 боевых самолётов.
В соответствии с положениями по боевому применению этому виду вооружённых сил в качестве первоочередных определены следующие задачи: прикрытие основных административных и промышленных центров, а также военных объектов от ударов с воздуха; непосредственная авиационная поддержка сухопутных войск; патрулирование прилегающих акваторий морей и проливных зон; ведение воздушной разведки; транспортные перевозки личного состава и техники в ограниченных масштабах. Кроме того, на них возложены и такие функции, как ликвидация последствий стихийных бедствий и проведение поисково-спасательных операций.

## Участие в миротворческих операциях ООН
С 1988 года Бангладеш участвовал в 63 миссиях по поддержанию мира ООН в 40 странах мира.
В общей сложности по всему миру занято 10,095 солдат и 108 военных наблюдателей из армии Бангладеш.
Потери Бангладеш во всех миротворческих операциях ООН с участием страны составляют 168 человек погибшими.

## Профессиональные праздники
- 21 ноября - день вооружённых сил Бангладеш. В этот день в Дакке проводятся военные парады.